# Phasis pulsius
Phasis pulsius är en fjärilsart som beskrevs av Herbst 1793. Phasis pulsius ingår i släktet Phasis och familjen juvelvingar. Inga underarter finns listade i Catalogue of Life.